# Marco Paggi
Marco Paggi (Annone di Brianza, 11 novembre 1944 – Arezzo, 28 ottobre 1989) è stato un anglista, traduttore e critico letterario italiano.

## Biografia
Nato ad Annone di Brianza l'11 novembre del 1944, Marco Paggi è stato un traduttore, anglista, scrittore e saggista italiano. Fine letterato, si laurea presso l'Università Statale di Milano e diviene successivamente docente di Italiano e Latino nelle Scuole Medie Superiori, nonché insegnante presso l'Università di Arezzo. Scrittore eclettico, è stato autore di romanzi, sceneggiatore di fumetti horror, consulente editoriale. Esperto pionieristico dell'informatica, ha creato uno dei primi coniugatori digitali della lingua latina. Come traduttore, ha lavorato presso la Mondadori e altre case editrici italiane come Garzanti, Rizzoli, Bollati Boringhieri, red/studio, Mursia.
Ha vissuto gli anni della sua giovinezza a Monza. Tra la fine degli anni cinquanta e l'inizio degli anni sessanta, nell'epoca della Beat Generation resa celebre dal romanzo Sulla strada di Jack Kerouac, compie una serie di viaggi in Europa, soprattutto in autostop. Nel 1970 si sposa con Dida Colombo, con la quale intrattiene altresì un fecondo sodalizio culturale e intellettuale nei suoi lavori letterari. Dal matrimonio nascono le figlie Valentina e Paola. Con la famiglia si trasferisce più tardi a Battifolle (AR).
Muore ad Arezzo il 28 ottobre del 1989.
Celebri sono le sue traduzioni da Naipaul, Heisenberg, Bellow, Le Carré, Boyd, Miller.
È autore di un raffinato romanzo, che si pone come uno dei primi testi del fantasy italiano, dal titolo I segreti della storia perduta o i sogni del dragomano.
È inoltre autore di un originale testo di critica dedicato al Signore degli Anelli di Tolkien, dal titolo La Spada e il Labirinto. Meraviglioso e fantastico ne The Lord of the Rings. Oltre ad essere uno dei primi lavori italiani specificamente incentrato sul significato ermeneutico dell'opera tolkieniana, il saggio presenta, come afferma Paolo Aldo Rossi, "una straordinaria finezza stilistica e una grande maturità di pensiero".

## Traduzioni (a firma Marco e Dida Paggi)
Narrativa
- La lunga oscura pausa caffè dell'anima, di Douglas Adams, Mondadori 2011
- Ne muoiono più di crepacuore, di Saul Bellow, Mondadori 1987
- Il Signore della guerra, di Malcolm Bosse, Mondadori 1984
- Stelle e strisce, di William Boyd, Mondadori 1986
- Come neve al sole, di William Boyd, Mondadori 1987
- L'antica lama, di Anthony Burgess, Garzanti 1991
- Voci di terra lontana, di Arthur C. Clarke, Rizzoli 1988
- 2061: Odissea Tre, di Arthur C. Clarke, Rizzoli 1990
- Battuta di caccia, di Isabel Colegate, Mondadori 1986
- Fluke, di James Herbert, Mondadori 1992
- La spia perfetta, di John Le Carré, Mondadori 1986
- La scuola del vasaio, di Robert Littel, Mondadori 1987
- Il rivoluzionario, di Robert Littell, Mondadori, 1989
- Svolte, di Arthur Mileer, (parz.), Mondadori 1988
- L'enigma dell'arrivo, di V.S. Naipaul, Mondadori 1988
- La consegna, di Thomas Palmer, Mondadori 1985
- La spada di Damocle, di Elleston Trevor
- Il guerriero del tramonto, di Eric Van Lustbader, Mondadori 1982

Scientifica
- Metodo Alexander, di S. Barker, red/studio 1982
- Il meglio di Darwin, a cura di Korey e Jastrow, Mondadori 1987
- Dio e la nuova fisica, di P. Davies, Mondadori 1984
- Ipnosi medica, red/studio 1982
- La mente nella scienza, di R. Gregory, Mondadori 1985
- Sorella scimmia, di Gribbin et a., Boringhieri 1984
- Fisica e oltre, di W. Heisemberg, Boringhieri 1984
- Obiettivi per l'umanità, di E. Laszlo, 1978
- I limiti della scienza, di P. Medawar, Boringhieri 1985
- Da Aristotele a Zoo: dizionario filosofico di biologia, di P.B. Medawar, J. Medawar, Mondadori 1986
- Il destino della Terra, di Jonathan Schell, Introduzione di Piero Angela, Mondadori 1982
- La comunicazione interpersonale, THE OPEN UNIVERSITY, Mondadori 1979
- La tecnologia e i suoi effetti, THE OPEN UNIVERSITY, Mondadori 1979
- I gruppi sociali, THE OPEN UNIVERSITY, Mondadori 1979
- Atteggiamenti, THE OPEN UNIVERSITY, Mondadori 1980
- Progetto Rio, di J Timbergen, (parz.) Mondadori 1977
- 9 Voci EST dal 1979 al 1971

Recensore per Scienza82, Scienza83, Scienza84 e Scienza85
Varia
- Alla scoperta di Stanley, di R. Hall, Mursia 1979
- David Livingstone, di T. Jeal, Mursia 1976
- Londra per noi, di D. Piper, Mursia 1973

Libri periodici
Un Giallo Mondadori e più di 30 Urania Mondadori.

## Romanzi
I segreti della storia perduta o i sogni del dragomano, Protagon Editori Toscani, 1998

## Saggi
La Spada e il Labirinto. Meraviglioso e fantastico ne The Lord of the Rings, ECIG, Genova, 1990